# 圣马塞尔德费利讷
圣马塞尔德费利讷（法語：Saint-Marcel-de-Félines，法語發音：[sɛ̃ maʁsɛl də felin]）是法国卢瓦尔省的一个市镇，位于该省中部偏东北，属于罗阿讷区。

## 地理
圣马塞尔德费利讷（45°52'6"N, 4°11'29"E）面积22.43 平方千米，位于法国奥弗涅-罗讷-阿尔卑斯大区卢瓦尔省，该省份为法国中南部省份，北起顺时针与索恩-卢瓦尔省、罗讷省、伊泽尔省、阿尔代什省、上盧瓦爾省、多姆山省和阿列省接壤。
与圣马塞尔德费利讷接壤的市镇（或旧市镇、城区）包括：讷利斯、巴尔比尼、内龙德、皮奈、圣乔治德巴鲁瓦耶、圣瑞斯特拉庞迪。

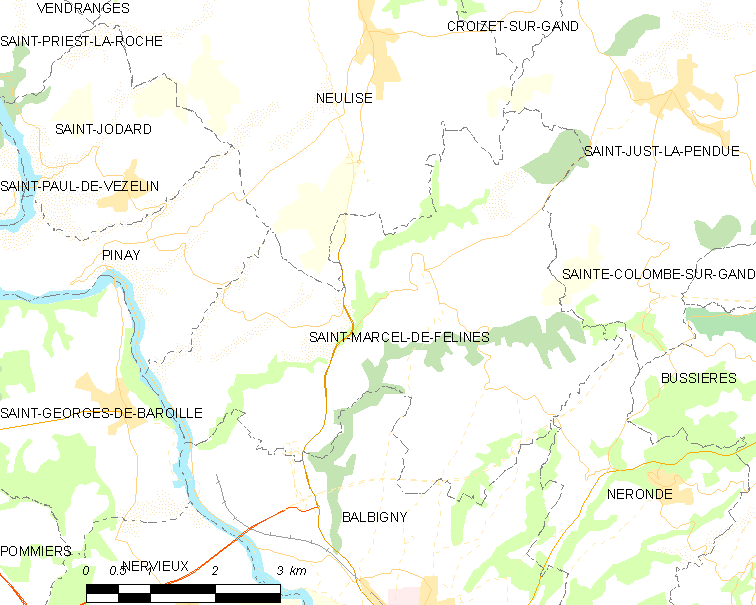
圣马塞尔德费利讷的OSM定位图

圣马塞尔德费利讷的时区为UTC+01:00、UTC+02:00（夏令时）。

## 行政
圣马塞尔德费利讷的邮政编码为42122，INSEE市镇编码为42254。

## 政治
圣马塞尔德费利讷所属的省级选区为勒科托县。

## 人口

1962-2008年间圣马塞尔德费利讷人口变化图示

圣马塞尔德费利讷于2022年1月1日时的人口数量为807人。